# ويليام كوتش
ويليام كوتش هو سياسي أمريكي، ولد في 20 نوفمبر 1850 في مقاطعة ويلكس في الولايات المتحدة، وتوفي في 21 أبريل 1890 في ولنغتون في الولايات المتحدة. انتخب عمدة أوكلاهوما سيتي، أوكلاهوما ‏.